# 장릉 (조선 원종)
장릉(章陵)은 조선 시대 인조의 아버지인 원종과 그의 비 인헌왕후 구씨의 무덤이 있는 곳이다. 소재지는 대한민국 경기도 김포시 풍무동 산 141-1이다. 문화재청 장릉지구관리소에서 관리·보호 및 관람업무를 담당하고 있다. 1970년 5월 26일 대한민국의 사적 제202호로 지정되었다.

## 개요
선조의 5번째 아들이자 인조의 아버지인 원종(1580∼1619)과 부인 인헌왕후(1578∼1626)의 무덤이다.
인조반정(1623)으로 아들 능양군인 인조가 왕위에 오르자 대원군에 봉해졌고, 인조 10년(1633) 원종의 칭호와 함께 그의 무덤을 장릉으로 불렀다.
왕릉과 왕비릉이 나란히 있는 쌍릉으로, 병풍석이나 난간석은 설치하지 않고 보호석만 둘렀다. 무덤 아래에는 영조 29년(1753)에 세운 ‘조선국원종대왕장릉 인헌왕후부좌(朝鮮國元宗大王章陵 仁獻王后부左)’라고 새긴 비각이 있다.
이 자리는 본래 인조의 어머니 계운궁 연주부부인(啓運宮 連珠府夫人) 구씨(인헌왕후)가 사망하자 그의 묘소인 육경원(毓慶園)으로 조성된 곳이었다. 다른 곳에 있던 정원대원군의 묘소에는 흥경원(興慶園)이란 이름을 올렸는데, 육경원을 조성하고 이듬해 흥경원을 이장하여 지금의 자리로 옮겨 쌍분을 조성하였다.
1632년 정원대원군과 계운궁이 원종과 인헌왕후로 추존되자, 능으로 격상되었다.

## 논란
왕릉뷰에 계양산이 보이지 않기 때문에, 검단신도시에서 초고층 아파트 신축 공사를 철거하지 않기 위해, 아파트에 가리려면 33m에서 58m, 높게는 아파트 20층 높이 나무를 심어야한다. 대한민국에서 가장 높은 나무인 42m 짜리의 은행나무를 심어도 아파트를 다 가리기에는 역부족이기 때문에, 어쩔 수 없이 중국이나 캐나다에서 나무를 수입해서 심어야 하는 것이 현실적이지만, 대한민국의 기후 특성에 맞는 높은 나무를 수입하려면 캐나다산 카마나 자이언트를 수입해서 심어야 할 수밖에 없기 때문이다.

## 같이 보기
- 조선왕릉
- 경희궁

## 참고자료
- 김포 장릉 - 국가유산청 국가유산포털